# Enoplognatha mandibularis
Enoplognatha mandibularis es una especie de araña araneomorfa del género Enoplognatha, familia Theridiidae. Fue descrita científicamente por Lucas en 1846.
Habita en la región paleártica.